# 宋廣業
宋廣業（1649年—1719年），字性存，號澄溪，江南蘇州府長洲縣人，清朝政治人物。

## 生平
宋廣業來自蘇州長洲宋氏家族。祖父宋學朱，父宋宓，母為管正傳妹。宋廣業為宋宓次子，長洲庠生，康熙十一年（1672年) 寄籍崇明縣壬子科拔貢。二十一年（1682年）授直隸臨城縣知縣，期間主持編纂《臨城縣志》，二十六年（1687年）丁父憂去職。三十三年（1694年）任陝西商南縣知縣，有政聲，後授文林郎，四十三年（1704年）陞山東濟東道，四十八年（1709年）致仕還鄉侍奉母親，晚年悠游全國山水，由時任廣東肇慶府知府次子宋志益奉養，五十八年（1719年）夏卒。宋廣業編纂有《臨城縣志》、《羅浮山志會編》，著有《蘭皋詩鈔》等。

## 家庭
夫人為太倉監生錢美瞻女；繼妻為陳三辰女。有二子：宋志稷及宋志益。還有四女：長女嫁崑山李采；次女嫁太倉錢沆；三女嫁陸賜書；四女嫁上海程榮增。